# Jacobus Deketh
Jacobus Deketh (eller de Keth) (født i 1726 i Harlingen, død 26. juli 1764 i Zeewijk (Almenum),) var en kaptajn i det frisiske admiralitet, en af de fem admiraliteter i Den hollandske Republik. I 1744 i en alder af 18 år deltog Deketh i Amsterdams Admiraltet. Han blev først løjtnant og senere ekstraordinær kaptajn og sejlede til Det hollandske ostindien. I 1758 fortsatte Deketh sin karriere i den frisiske admiralitet. Han blev kaptajn på et skib, Edam. Han blev udnævnt til fuld kaptajn af det frisiske admiralitet i 1760.

## Tidlige liv og familie
Jacobus Deketh var den yngste søn af Jan Goverts Deket(h) og Anna Gardin(g)ius. Den 9. april 1726 blev han døbt i Grote Kerk (Store Kirke) i Harlingen. Han havde tre brødre: Govardus, født 1717, Reiner, født 1719, og Everhardus, født i 1722.
Selv om hans faders oprindelse er ukendt, er det sandsynligt, at han kom fra Jylland i Danmark. [3] I 1701 fik faderen et job i modtagerens generals kontor for det frisiske admiralitet, og i 1721 blev Jacobus Deketh selv modtagergeneral. Hans mor, Anna Gardinius, var også forbundet med det frisiske admiralitet, idet hun var enke af kaptajn Peter Coderq, inden hun blev Jan Goverts Dekeths tredje kone.

## Karriere
I 1744 i en alder af 18 deltog Deketh i Amsterdams Admiraltet. Under sin tjeneste blev han først løjtnant og senere ekstraordinær kaptajn og sejlede til Hollandske Ostindien som beskytter af handelsskibe. Efter 1758 fortsatte Deketh sin karriere i den frisiske admiralitet. Han fik befalingen over skibet Edam. I 1759 blev han udnævnt til fuld kaptajn og i 1760 fik han befalingen over Prins Willem, en fregat med 36 kanoner. I dette skib eskorterede han adskillige konvojer, der sejlede til Italien, England og Frankrig. Han foretog fire rejser til Middelhavet mellem 1761 og 1763. På vegne af Den Nederlandske Republik foretog han flere diplomatiske besøg i Algier. Han bragte gaver med sig på disse rejser for at formilde Barbaresk-piraterne, som på den tid gjorde Middelhavet usikkert. 
Deketh døde hjemme i Almenum den 26. juli 1764, kun 38 år gammel. Hans død er optegnet på en plakette i Grote Kerk i Harlingen. Dekeths ejendom omfattede stald, orangeri, havehus, vognhus og hovedbygning/stuehus.

## Portrættet
Hans portræt blev malet den 13. juli 1761 i Livorno af Ranieri Ducci. I maleriet holder han i hånden en bog med den engelske titel "Guardian Volume 1", som under en restaurering af billedet overraskende viste sig at have været en senere pentimento (ændring), der dækker en miniature af en dame. Fries Scheepvaartmuseum købte maleriet fra en mand fra 's-Hertogenbosch, som blev opdaget Som ejer, da han viste det i en episode af Tussen Kunst & Kitsch, den hollandske version af et tv-program om antikviteter.